# São Miguel do Couto
A Freguesia de São Miguel do Couto foi uma freguesia portuguesa do Município de Santo Tirso, que tinha 2,39 km² de área e 1 222 habitantes (2011), e, por isso, uma densidade populacional de 511,3 h/km².
Foi extinta (agregada) em 2013, no âmbito de uma reforma administrativa nacional, para em conjunto com as Freguesias de Santo Tirso, de Santa Cristina do Couto e de Burgães, formar uma nova freguesia denominada União das Freguesias de Santo Tirso, Couto (Santa Cristina e São Miguel) e Burgães com a sede em Santo Tirso.
Na sua igreja paroquial persiste a pia baptismal onde foi baptizado o santo português, bispo de Santiago de Compostela e abade de Dume, São Rosendo, da Família Real de Leão.

## População
| População da freguesia de Couto (São Miguel) | População da freguesia de Couto (São Miguel) | População da freguesia de Couto (São Miguel) | População da freguesia de Couto (São Miguel) | População da freguesia de Couto (São Miguel) | População da freguesia de Couto (São Miguel) | População da freguesia de Couto (São Miguel) | População da freguesia de Couto (São Miguel) | População da freguesia de Couto (São Miguel) | População da freguesia de Couto (São Miguel) | População da freguesia de Couto (São Miguel) | População da freguesia de Couto (São Miguel) | População da freguesia de Couto (São Miguel) | População da freguesia de Couto (São Miguel) | População da freguesia de Couto (São Miguel) |
| -------------------------------------------- | -------------------------------------------- | -------------------------------------------- | -------------------------------------------- | -------------------------------------------- | -------------------------------------------- | -------------------------------------------- | -------------------------------------------- | -------------------------------------------- | -------------------------------------------- | -------------------------------------------- | -------------------------------------------- | -------------------------------------------- | -------------------------------------------- | -------------------------------------------- |
| 1864                                         | 1878                                         | 1890                                         | 1900                                         | 1911                                         | 1920                                         | 1930                                         | 1940                                         | 1950                                         | 1960                                         | 1970                                         | 1981                                         | 1991                                         | 2001                                         | 2011                                         |
| 253                                          | 184                                          | 180                                          | 158                                          |                                              |                                              |                                              | 402                                          | 673                                          | 805                                          | 793                                          | 763                                          | 1 259                                        | 1 292                                        | 1 222                                        |

No censo de 1940 figura como S. Miguel do Couto. Nos censos de 1911 a 1930 estava anexada à freguesia de Monte Córdova. Pelo decreto-lei nº 27.424, de 31/12/1936, passaram a constituir freguesias autónomas
| Distribuição da População por Grupos Etários | Distribuição da População por Grupos Etários | Distribuição da População por Grupos Etários | Distribuição da População por Grupos Etários | Distribuição da População por Grupos Etários | Distribuição da População por Grupos Etários | Distribuição da População por Grupos Etários | Distribuição da População por Grupos Etários | Distribuição da População por Grupos Etários | Distribuição da População por Grupos Etários |
| -------------------------------------------- | -------------------------------------------- | -------------------------------------------- | -------------------------------------------- | -------------------------------------------- | -------------------------------------------- | -------------------------------------------- | -------------------------------------------- | -------------------------------------------- | -------------------------------------------- |
| Ano                                          | 0-14 Anos                                    | 15-24 Anos                                   | 25-64 Anos                                   | > 65 Anos                                    |                                              | 0-14 Anos                                    | 15-24 Anos                                   | 25-64 Anos                                   | > 65 Anos                                    |
| 2001                                         | 189                                          | 216                                          | 738                                          | 149                                          |                                              | 14,6%                                        | 16,7%                                        | 57,1%                                        | 11,5%                                        |
| 2011                                         | 173                                          | 120                                          | 735                                          | 194                                          |                                              | 14,2%                                        | 9,8%                                         | 60,1%                                        | 15,9%                                        |

Média do País no censo de 2001:  0/14 Anos-16,0%; 15/24 Anos-14,3%; 25/64 Anos-53,4%; 65 e mais Anos-16,4%
Média do País no censo de 2011:   0/14 Anos-14,9%; 15/24 Anos-10,9%; 25/64 Anos-55,2%; 65 e mais Anos-19,0%